# Нюеркерк-ан-ден-Ейссел
Нюеркерк-ан-ден-Ейссел (нід. Nieuwerkerk aan den IJssel, нід. вимова: [ˈniu.ərˌkɛr(ə)k aːn dən ˈɛisəl] ( прослухати)) — місто в нідерландській провінції Південна Голландія. До початку 2010 року мало статус окремого муніципалітету, після чого увійшло до складу муніципалітету Зейдплас.

## Галерея

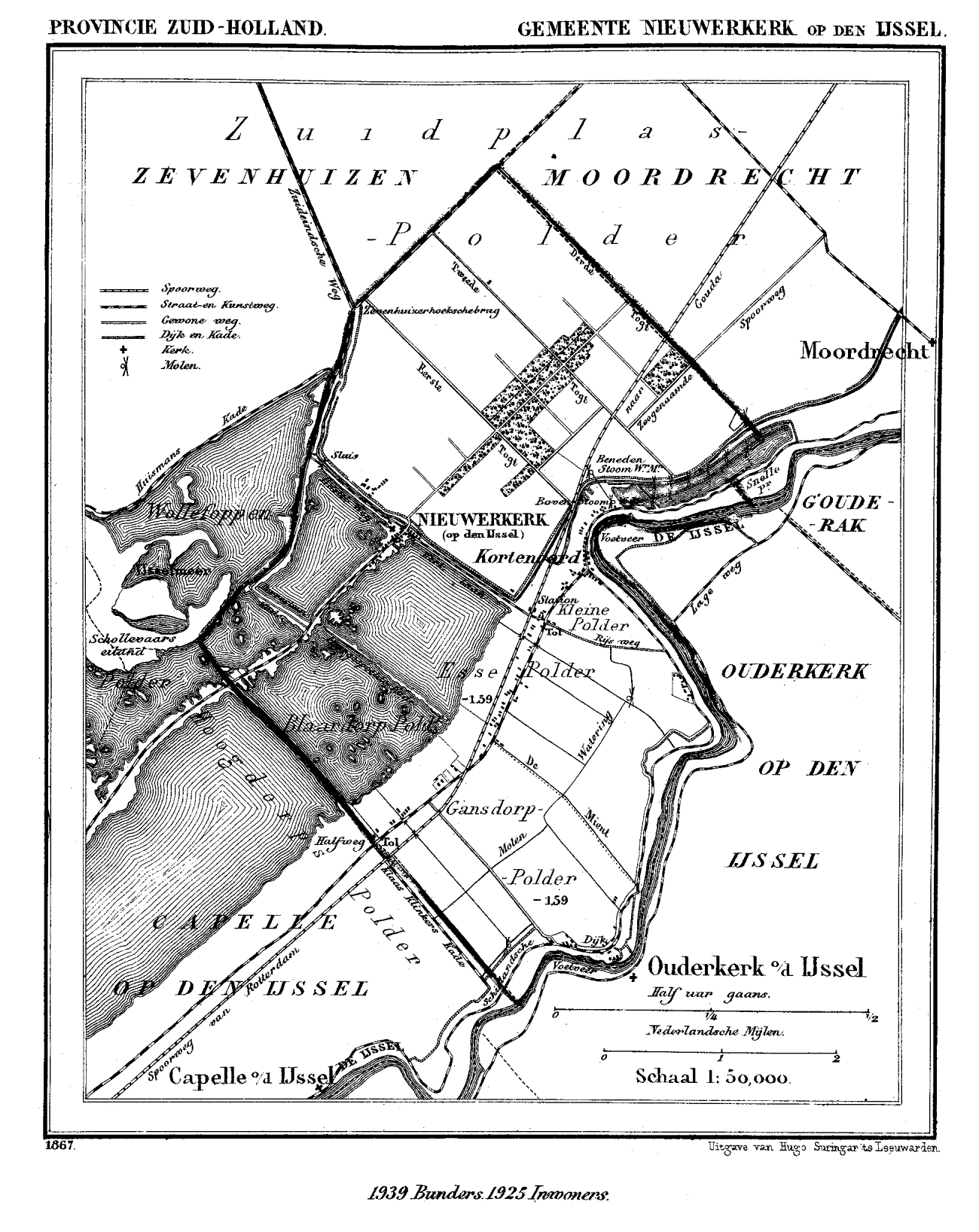
Мапа міста (1867).
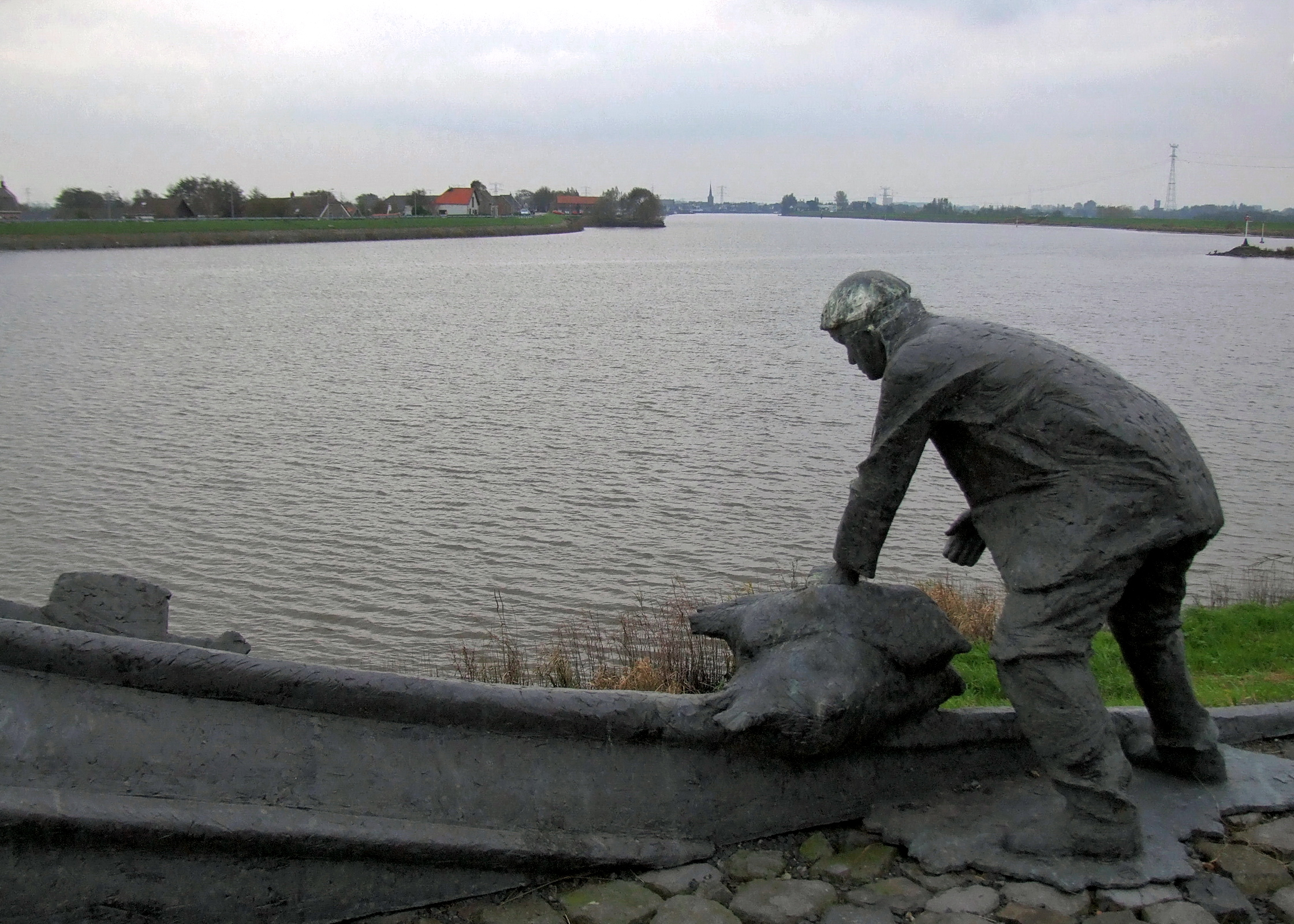
Монумент на узбережжі річки